# سیارک ۴۷۹۲
سیارک ۴۷۹۲ (به انگلیسی: 4792 Lykaon، نامگذاری:1988RK1) چهار هزار و هفتصد و نود و دومین سیارک کشف شده‌است که در ۱۰ سپتامبر ۱۹۸۸ کشف شد.
قدر مطلق سیارک برابر ۱۰٫۰۰ است.